# ماجاره
ماجاره (به صربی: Mađare) یک منطقهٔ مسکونی در صربستان است که در پریچو واقع شده‌است. ماجاره ۱۷۴ نفر جمعیت دارد.